# ريان باول (لاعب دوري الرغبي)
ريان باول (بالإنجليزية: Ryan Powell)‏ هو لاعب دوري الرغبي أسترالي، ولد في 20 مارس 1982.